# Samsung B7610
Samsung B7610 (còn được gọi là Samsung Omnia Pro B7610) là điện thoại thông minh sản xuất bởi Samsung một phần của dòng sản phẩm Omnia Series. B7610 OmniaPRO chạy Windows Mobile 6.1 hoặc 6.5 Professional, với giao diện người dùng TouchWiz 2.0. Điện thoại có bàn phím vật lý và bàn phím QWERTY ảo.
Tính năng của nó bao gồm: bộ phu thiết bị định vị toàn cầu cho bản đồ và tùy chỉnh turn-by-turn navigation; máy ảnh kỹ thuật số tự động lấy nét 5-megapixel với LED flash, quay video; kết nối wireless thông qua HSDPA, DLNA, Wi-Fi 802.11 b/g và Bluetooth; trình duyệt nhạc đa phương tiện với tải dữ liệu qua không trung, xuất tổng hợp Video thông qua cáp tùy chọn; đa tác vụ cho phép chạy nhiều ứng dụng đồng thời; trình duyệt web hỗ trợ HTML, JavaScript và Adobe Flash; tin nhắn thông qua SMS, MMS và e-mail; Office suite và chức năng tổ chức; và khả năng cài đặt và chạy trên ứng dụng thứ ba Java ME hoặc ứng dụng Windows Mobile.

## Lịch sử
Samsung B7610 OmniaPRO là đặc trưng của Samsung tại sử kiện tổ chức ở CommunicAsia 2009 vào tháng 6 và được thông báo sẽ có sẵn vào tháng 7.

## Bảng thông số kỹ thuật
| Tính năng              | Thông số kỹ thuật                                                                                                   |
| ---------------------- | --- |
| Dạng máy               | Trượt (Cảm ứng với màn phím QWERTY)                                                                                 |
| Hệ điều hành           | Microsoft Windows Mobile 6.1 Professional, TouchWiz 2.0, có thể nâng cấp lên Windows Mobile 6.5                     |
| Màn hình               | AMOLED cảm ứng điện trở, 16M màu, 800 x 480 pixel, 3,5 inch                                                         |
| Kích thước             | 112,6 x 57,8 x 16,2 mm                                                                                              |
| CPU                    | Vi xử lý Samsung S3C6410 800 MHz; đồ họa chuyên dụng                                                                |
| RAM                    | 256 MB |
| Bộ nhớ ngoài           | 2 GB, microSD (TransFlash), lên đến 32 GB                                                                           |
| Máy ảnh                | 5 MP, 2592 x 1944 pixels, tự động lấy nét, LED flash, Geo-tagging, Panorama shot, Best shot                         |
| Quay video             | Có @ 30fps |
| Đồ họa                 | Đồ họa chuyên dụng                                                                                                  |
| Khe thẻ nhớ            | Có, microSD/microSDHC (lên đến 32 GB)                                                                               |
| Bluetooth              | Có, 2.0 |
| GPS                    | Có, sử dụng hỗ trợ A-GPS                                                                                            |
| Wi-Fi                  | Có, với wireless LAN (802.11 b/g), (DLNA)                                                                           |
| Hỗ trợ cáp dữ liệu     | Có, USB 2.0 thông qua cổng micro USB                                                                                |
| E-mail                 | Có |
| Lịch                   | Đồng bộ với Microsoft Exchange Server là có thể với ActiveSync với PC hoặc Outlook Mobile Access thông qua Internet |
| Máy nghe nhạc          | Có, DNSe (Digital Natural Sound Engine)                                                                             |
| Video Player/chỉnh sửa | Có |
| Nhạc chuông            | Có, MP3/AAC/AAC+/eAAC+/WMA/M4A                                                                                      |
| HF speakerphone        | Có, với 3.5 mm audio jack và hỗ trợ tai nghe wireless 2.1 A2DP                                                      |
| Chế độ ngoại tuyến     | Có |
| Pin                    | Pin chuẩn, Li-Ion 1500 mAh                                                                                          |
| Radio                  | Có, sử dụng tai nghe như ăng-ten                                                                                    |
| SAR Mỹ                 | 0,19 W/kg (đầu); 0,63 W/kg (thân)                                                                                   |
| SAR châu Âu            | 0,41 W/kg (đầu) |